# 東ジョン
東 ジョン（ひがし じょん 、2002年5月2日 - ）は、愛知県名古屋市出身のプロサッカー選手。Jリーグ・ヴァンフォーレ甲府所属。ポジションはGK。
ニュージーランドにルーツを持つ。

## 略歴
名古屋グランパスのアカデミー出身。2019年にはクラブユース選手権で優勝を果たした。
2020年12月23日、2021年シーズンからのトップチーム昇格、および栃木SCへの期限付き移籍が発表された。
2023年は名古屋に復帰したが、開幕から出番は無く、5月16日に水戸ホーリーホックに育成型期限付き移籍することが発表された。J2リーグ第19節の大宮アルディージャ戦で移籍後初めてのメンバー入りを果たしたが出場機会はなく、6月29日に名古屋へ復帰した。7月、SC相模原へ育成型期限付き移籍。
2024年、FC琉球に育成型期限付き移籍。12月28日、育成型期限付き移籍期間満了とヴァンフォーレ甲府への完全移籍が発表された。

## 所属クラブ
- 愛知インターナショナルスクール
- 名古屋市立北一社小学校
- 東海スポーツ（名古屋市立猪高中学校）
- 名古屋グランパスU-18（東海学園高等学校）
- 2021年 - 2024年  名古屋グランパス
  - 2021年  栃木SC（育成型期限付き移籍）
  - 2023年5月 - 同年6月  水戸ホーリーホック（育成型期限付き移籍）
  - 2023年7月 - 同年12月  SC相模原（育成型期限付き移籍）
  - 2024年   FC琉球（育成型期限付き移籍）
- 2025年 - ヴァンフォーレ甲府

## 個人成績
| 国内大会個人成績 | 国内大会個人成績 | 国内大会個人成績 | 国内大会個人成績 | 国内大会個人成績 | 国内大会個人成績 | 国内大会個人成績 | 国内大会個人成績 | 国内大会個人成績 | 国内大会個人成績 | 国内大会個人成績 | 国内大会個人成績 |
| 年度             | クラブ           | 背番号           | リーグ           | リーグ戦         | リーグ戦         | リーグ杯         | リーグ杯         | オープン杯       | オープン杯       | 期間通算         | 期間通算         |
| 年度             | クラブ           | 背番号           | リーグ           | 出場             | 得点             | 出場             | 得点             | 出場             | 得点             | 出場             | 得点             |
| 日本             | 日本             | 日本             | 日本             | リーグ戦         | リーグ戦         | リーグ杯         | リーグ杯         | 天皇杯           | 天皇杯           | 期間通算         | 期間通算         |
| ---------------- | ---------------- | ---------------- | ---------------- | ---------------- | ---------------- | ---------------- | ---------------- | ---------------- | ---------------- | ---------------- | ---------------- |
| 2021             | 栃木             | 39               | J2               | 0                | 0                | -                | -                | 0                | 0                | 0                | 0                |
| 2022             | 名古屋           | 22               | J1               | 0                | 0                | 0                | 0                | 0                | 0                | 0                | 0                |
| 2023             | 名古屋           | 22               | J1               | 0                | 0                | 0                | 0                | -                | -                | 0                | 0                |
| 2023             | 水戸             | 35               | J2               | 0                | 0                | -                | -                | 0                | 0                | 0                | 0                |
| 2023             | 相模原           | 35               | J3               | 20               | 0                | -                | -                | -                | -                | 20               | 0                |
| 2024             | 琉球             | 35               | J3               | 31               | 0                | 2                | 0                | 0                | 0                | 33               | 0                |
| 2025             | 甲府             | 97               | J2               |                  |                  |                  |                  |                  |                  |                  |                  |
| 通算             | 日本             | 日本             | J1               | 0                | 0                | 0                | 0                | 0                | 0                | 0                | 0                |
| 通算             | 日本             | 日本             | J2               | 0                | 0                | -                | -                | 0                | 0                | 0                | 0                |
| 通算             | 日本             | 日本             | J3               | 51               | 0                | 2                | 0                | -                | -                | 53               | 0                |
| 総通算           | 総通算           | 総通算           | 総通算           | 51               | 0                | 02               | 0                | 0                | 0                | 53               | 0                |

出場歴
- Jリーグ初出場 2023年7月22日 J3第19節 FC今治戦 (相模原ギオンスタジアム)

## 代表歴
- 2020年 U-18日本代表[10]